# 兵庫県道44号相生宍粟線
兵庫県道44号相生宍粟線（ひょうごけんどう44ごう あいおいしそうせん）は、兵庫県相生市から宍粟市に至る県道（主要地方道）である。

## 概要
相生市竜泉町から宍粟市山崎町木谷に至る。
並行する道路として播磨自動車道がある。たつの市新宮町と宍粟市の間では一部通行不能区間がある。

### 路線データ
- 起点：相生市竜泉町（竜泉交差点、国道2号交点、兵庫県道715号竜泉那波線起点）
- 終点：宍粟市山崎町木谷（兵庫県道53号宍粟下徳久線交点）
- 総延長：約27.171 km
- 通行不能区間：たつの市新宮町奥小屋 - 宍粟市山崎町木谷

## 歴史
- 1993年（平成5年）5月11日 - 建設省から、県道相生山崎線が相生山崎線として主要地方道に指定される[1]。

## 路線状況

### 別名
- 播磨テクノライン

### 重複区間
- 国道179号（たつの市新宮町栗町 - たつの市新宮町鍛冶屋）

### 道路施設

#### トンネル
起点から
- 三濃山トンネル：延長700 m、1990年（平成2年）竣工、相生市
- 角亀トンネル：延長338 m、1999年（平成11年）竣工、たつの市

## 地理

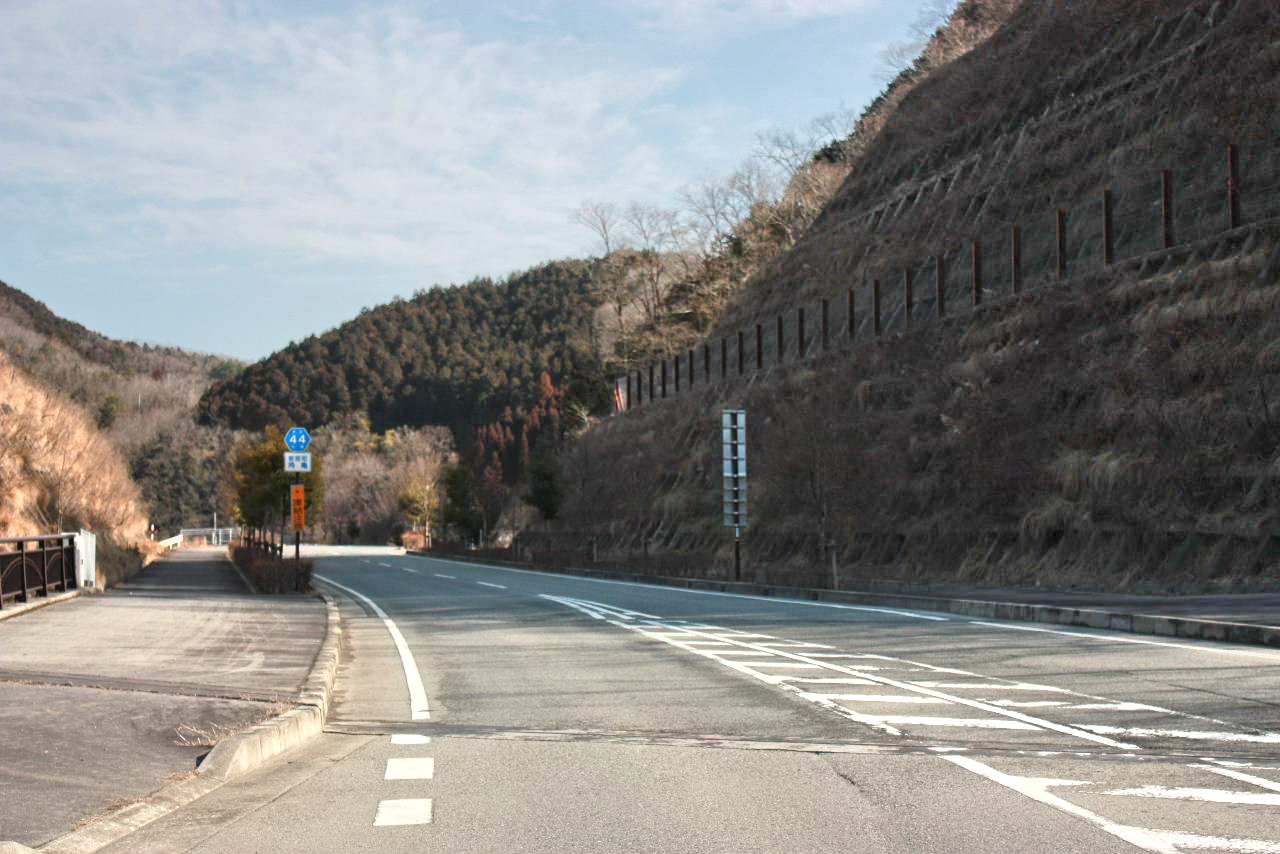
新宮町角亀付近

### 通過する自治体
- 相生市
- たつの市
- 赤穂郡上郡町
- 宍粟市

### 交差する道路
| 交差する道路                                     | 市町村名 | 市町村名 | 交差する場所    | 交差する場所      |
| ------------------------------------------------ | -------- | -------- | --------------- | ----------------- |
| 国道2号 兵庫県道715号竜泉那波線                  | 相生市   | 相生市   | 竜泉町          | 竜泉交差点 / 起点 |
| 兵庫県道5号姫路上郡線                            | 相生市   | 相生市   | 矢野町真広      | 真広交差点        |
| 兵庫県道28号上郡末広線                           | 赤穂郡   | 上郡町   | 光都2丁目       | テクノ中央交差点  |
| E29 播磨自動車道 兵庫県道726号播磨新宮インター線 | たつの市 | たつの市 | 新宮町光都2丁目 | 1 播磨新宮IC      |
| 兵庫県道154号千種新宮線                          | たつの市 | たつの市 | 新宮町角亀      | 角亀交差点        |
| 国道179号 重複区間起点                           | たつの市 | たつの市 | 新宮町栗町      | 栗町交差点        |
| 国道179号 重複区間終点                           | たつの市 | たつの市 | 新宮町鍛冶屋    |                   |
| 未供用区間                                       |          |          |                 |                   |
| 兵庫県道53号宍粟下徳久線                         | 宍粟市   | 宍粟市   | 山崎町木谷      | 終点              |

### 沿線
- 播磨科学公園都市（SPring-8・兵庫県立大学・播磨ヘリポート・住友電気工業播磨研究所等）
- 感状山城
- 羅漢の里
- 三濃山（求福教寺等）
- 権現山（天狗岩）
- 角亀川
- 矢野川
- 三原牧場
- 愛和ゴルフクラブ
- ストークヒルゴルフクラブ
- 矢野の大ムクノキ